# Judith Corachán
Judith Corachán Vaquera (* 17. Juli 1984) ist eine ehemalige spanische Duathletin und Triathletin. Sie wird in der Bestenliste spanischer Triathletinnen auf der Ironman-Distanz geführt.

## Werdegang
Judith Corachán startete 2009 bei ihrem ersten Duathlon. 2014 belegte sie bei der Europameisterschaft auf der Mitteldistanz den 15. Rang.

### Nationale Meisterin Triathlon-Langdistanz 2015
2015 wurde die Katalanin spanische Meisterin auf der Triathlon-Langdistanz.
Seit Juni 2017 ist sie verheiratet. 2017 war sie die erste Spanierin, die sich für einen Startplatz bei der Ironman 70.3 Weltmeisterschaft im Feld der Profi-Damen qualifizieren konnte und sie belegte im September in Chattanooga den 20. Rang.
Im Mai 2018 konnte sie mit der Challenge Salou ihr zweites Challenge-Rennen auf der Mitteldistanz gewinnen.
Im Mai 2019 wurde die damals 34-Jährige in Pontevedra (Spanien) hinter der Französin Alexandra Tondeur Vize-Weltmeisterin auf der Triathlon-Langdistanz. Bei der Erstaustragung des Ironman Vitoria-Gasteiz wurde sie im Juli in Spanien Dritte. Im Oktober wurde sie hinter der Österreicherin Lisa Hütthaler Zweite im Ironman 70.3 Marrakech.
Im März 2020 wurde sie nach 9:03:21 Stunden in persönlicher Bestzeit auf der Ironman-Distanz Dritte beim Ironman New Zealand.
Im September des Jahres wurde sie Vize-Staatsmeisterin auf der Triathlon-Mitteldistanz.

### Nationale Meisterin Triathlon-Langdistanz 2022
Im Mai 2022 wurde die 37-Jährige zum zweiten Mal nach 2015 spanische Meisterin auf der Triathlon-Langdistanz.

### Vize-Europameisterin Mitteldistanz 2022
Im September wurde sie in Bilbao Vize-Europameisterin Mitteldistanz.
Seit 2022 tritt Judith Corachán nicht mehr international in Erscheinung.

## Sportliche Erfolge
| Datum/Jahr    | Platz | Wettbewerb                                           | Austragungsort | Zeit     | Bemerkung |
| ------------- | ----- | ---------------------------------------------------- | -------------- | -------- | --- |
| 24. Sep. 2022 | 2     | ETU Middle Distance Triathlon European Championships | Bilbao         | 04:15:53 | Vize-Europameisterin Mitteldistanz                                                                                            |
| 26. Sep. 2020 | 2     | ESP Middle Distance Triathlon National Championships | Bilbao         | 04:18:02 | Vize-Staatsmeisterin Mitteldistanz                                                                                            |
| 27. Okt. 2019 | 2     | Ironman 70.3 Marrakech                               | Marrakesch     | 04:27:24 | |
| 7. Apr. 2019  | 1     | Challenge Salou                                      | Cataluña       | 04:16:58 | erfolgreiche Titelverteidigung                                                                                                |
| 27. Mai 2018  | 1     | Challenge Salou                                      | Cataluña       | 04:12:05 | Siegerin auf der Mitteldistanz                                                                                                |
| 29. Apr. 2018 | 5     | Ironman 70.3 Marbella                                | Marbella       | 04:37:34 | hinter der Deutschen Laura Philipp                                                                                            |
| 9. Sep. 2017  | 20    | Ironman 70.3 World Championships                     | Chattanooga    | 04:38:16 | |
| 7. Mai 2017   | 2     | Challenge Rimini                                     | Rimini         |          | auf der Halbdistanz hinter Anja Beranek                                                                                       |
| 22. Apr. 2017 | 5     | Challenge Gran Canaria                               | Mogán          | 04:50:46 | |
| 24. Sep. 2016 | 3     | Ironman 70.3 Lanzarote                               | Lanzarote      |          | hinter Lisa Hütthaler |
| 15. Okt. 2016 | 1     | Challenge Peguera Mallorca                           | Peguera        | 04:32:48 | Mitteldistanz |
| 28. Mai 2016  | 2     | Bilbao Triathlon                                     | Bilbao         | 04:36:32 | hinter Åsa Lundström |
| 2015          | 2     | Bilbao Triathlon                                     | Bilbao         |          | |
| 18. Okt. 2014 | 15    | ETU Middle Distance Triathlon European Championships | Peguera        | 05:06:29 | Europameisterschaft auf der Mitteldistanz im Rahmen der Challenge Paguera-Mallorca – hinter der Österreicherin Lisa Hütthaler |

| Datum/Jahr    | Platz | Wettbewerb                                         | Austragungsort       | Zeit     | Bemerkung                                                                                             |
| ------------- | ----- | -------------------------------------------------- | -------------------- | -------- | --- |
| 3. Juli 2022  | 3     | Challenge Roth                                     | Roth                 | 08:46:29 | |
| 8. Mai 2022   | 1     | ESP Long Distance Triathlon National Championships | Girona               | 09:15:57 | beim TRADEINN 140.INN International Triathlon (3,8 km Schwimmen, 180 km Radfahren und 42,2 km Laufen) |
| 30. Mai 2021  | 2     | 140.6 INN International Triathlon                  | Castell-Platja d’Aro | 09:37:55 | hinter Emma Bilham                                                                                    |
| 7. März 2020  | 3     | Ironman New Zealand                                | Taupō                | 09:03:21 | persönliche Bestzeit auf der Ironman-Distanz                                                          |
| 14. Juli 2019 | 3     | Ironman Vitoria-Gasteiz                            | Vitoria-Gasteiz      | 09:13:37 | bei der Erstaustragung                                                                                |
| 4. Mai 2019   | 2     | ITU Long Distance Triathlon World Championships    | Pontevedra           | 05:50:06 | Vize-Weltmeisterin auf der Triathlon Langdistanz                                                      |
| 15. Aug. 2018 | 3     | Embrunman                                          | Embrun               |          | auf der Langdistanz, hinter Carrie Lester                                                             |
| 15. Okt. 2015 | 1     | ESP Long Distance Triathlon National Championships | Lanzarote            | 06:43:09 | spanische Triathlon-Staatsmeisterin                                                                   |
| 1. Nov. 2014  | 4     | ESP Long Distance Triathlon National Championships | Lanzarote            | 07:33:15 | |

(DNF – Did Not Finish)